# 偽ディオニュシオス・ホ・アレオパギテース

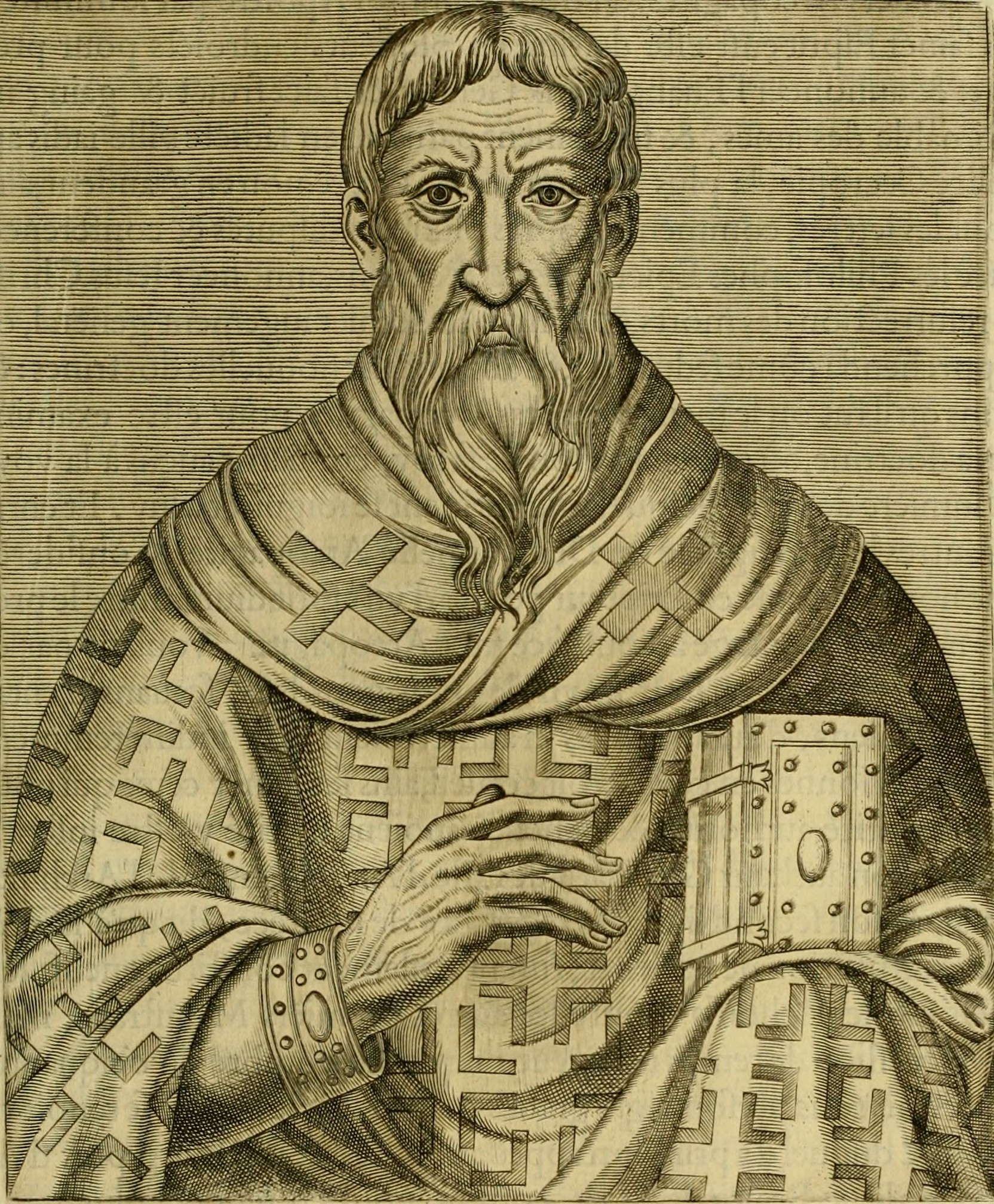
偽ディオニュシオス・ホ・アレオパギテース

偽ディオニュシオス・ホ・アレオパギテース（ぎディオニュシオス・ホ・アレオパギテース、希: Ψευδο-Διονύσιος ὁ Ἀρεοπαγίτης）、または偽ディオニュシウス・アレオパギタ（羅: Pseudo-Dionysius Areopagita）または偽ディオニュシオス・アレオパギテスは、5-6世紀ごろの（おそらく）シリアの神学者。偽ディオニュシオスまたは擬ディオニュシオスとも略称される。
『ディオニュシオス文書』（Corpus Dionysiacum）と呼ばれる一連の神学的文献群の著者と同定されている人物である。この文献群は、元々は『使徒行伝』（17：34）に一度だけ登場するアテナイのアレオパゴス評議所の評議員である「アレオパゴスのディオニシオ」（すなわち、ディオニュシオス・ホ・アレオパギテース（希: Διονύσιος ὁ Ἀρεοπαγίτης）、ディオニュシウス・アレオパギタ（羅: Dionysius Areopagita））の手によるものと長年信じられてきたが、15世紀以降、その文書群が後世の別人によるものだと判明したため、著者の区別をつけるため、「偽」（ぎ、希: Ψευδο, 羅: Pseudo）という接頭辞をつけて呼ばれるようになった。19世紀末までに、その成立年代は485年から531年の間と特定された。
現代ギリシャ語読みで偽ディオニシオス・オ・アレオパギティスともいう。日本正教会ではディオニシイ・アレオパギト。

## 概説
ディオニュシオスの著作にはネオプラトニズムの強い影響がうかがえる。特に『ディオニュシオス文書』の成立が5世紀以降であることを特定する原因となったプロクロスの著作の影響がみられる。他にもアレクサンドリアのクレメンス、オリゲネス、カッパドキア三教父などの影響を受けている。
ディオニュシオスは単性説と正統な教義を調和させることを目指した一連の神学者群のグループに属していたようである。彼の著作は6世紀に出現し、初めは単性説論者によって引用されていたが、東方から始まって徐々に多くの神学者によって受け入れられていった。西方においてもエリウゲナ以降、中世においてさかんに注釈され、研究されたが、ルネッサンス時代に入ってはじめてその真性に疑問が持たれた。

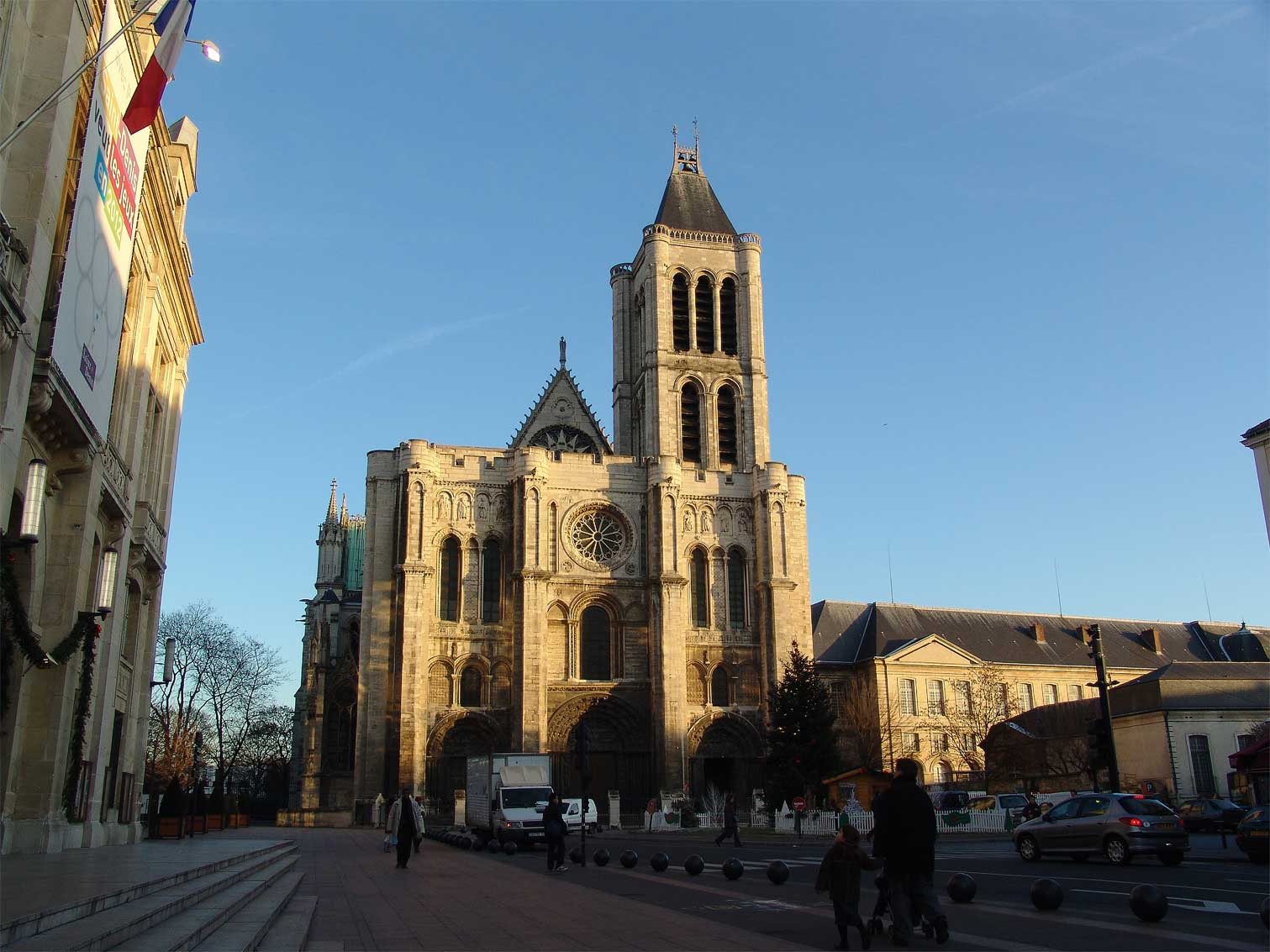
サン・ドニ修道院聖堂

12世紀の神学者ピエール・アベラールはエロイーズとの悲劇の後にベネディクト会に入会し、サン・ドニ修道院に入った。1120年ごろ、サベリウス主義を教えたという疑いで追放されていたが、やがて許され修道院に戻った。やがて戻ったアベラールは自らの修道院の名前の由来である聖人の事跡に疑問を抱くようになる。というのも当時は3人のディオニュシオス（ディオニュシウス）なる人物が混同されていたのである。それは以下の3人である。
1. 『使徒行伝』にあらわれ、パウロの説教によって改宗したという1世紀のアレオパゴスのディオニュシオス
2. 4世紀の伝説的宣教者、パリのディオニュシウス（殉教者サン・ドニ）
3. 5世紀末か6世紀前半に成立したと推定される『ディオニュシオス文書』の著者。一説にはグルジア出身の神学者イベリアのペトルと考えられる。

そのため、サン・ドニ修道院では自らの修道院の開祖とされるパリのディオニュシウスがアレオパゴスのディオニュシオスと混同されて考えられていた。ディオニュシオス（ラテン語表記ではディオニュシウス）というのはギリシャ人の名前としてはよくある名前であったため、このような混同が起きたのであろう。しかし、アベラールはこの論争のため再び物議をかもすことになる。
ディオニュシオス文書群は『天上位階論（De coelesti hierarchia）』、『教会位階論（De ecclesiastica hierarchia）』、『神名論（De divinis nominibus）』、『神秘神学（De mystica theologia）』の4つの著作および10通の『書簡集（epistolae）』から成っている。文書の中では己自身の著作として『象徴神学』と『神学綱要』という名も挙げられているが、伝承はしておらず、初めから書かれていないという説もある。
サン・ドニ修道院では9世紀にビザンツ皇帝からルイ敬虔王に贈られたという『ディオニュシオス文書』のギリシャ語版が保管されていた。これがサン・ドニ修道院長のヒルドゥイヌスによってラテン語に翻訳され、ヨハネス・スコトゥス・エリウゲナ（ -877年頃）の手で改訳されたのである。このエリウゲナによるラテン語版はヨーロッパで有名になり、特にその『天上位階論』（天使論）はよく知られた。また彼の著書『天上位階論註解』も西方のキリスト教に影響をもたらした。
15世紀に入るとロレンツォ・ヴァラが『ディオニュシオス文書』の成立が明らかに5世紀以降で、『使徒行伝』のアレオパゴスのディオニュシオスとは無関係であることを証明した。しかしヴァラも本当の著者が誰であるかまでは解明できなかった。

## 偽ディオニュシオスの思想
人間の魂がいかにして神に至るかをディオニュシオスは終始問題にする。そしてその際決定的となるのが位階（ヒエラルキア）である。位階とは聖なる秩序であり、知識であり、活動である。位階は、到達の段階に応じて、神の姿に似たものになろうとし、神より注ぎ込まれた照明の段階（アナロギア）に応じつつ、神と類似のものに向かって高まってゆく。上の位階は下の位階に対して啓示となり、下の位階にある者は上の位階があることによって神の恵みを受け取ることができるという。
具体的に言えば位階には天使の位階と教会の位階がある。

### 天使の位階
『天上位階論』に語られるところによれば、天使の位階には3つの階級(父、子、聖霊に対応)があり、ひとつの階級に3つの段階がある。つまり天使の世界には合計9つの位階が存在する。
- 熾天使（セラフィム）
- 智天使（ケルビム）
- 座天使（トロノイ、王座）
- 主天使（キュリオテーテス、主権）
- 力天使（デュナメイス、力）
- 能天使（エクスーシアイ、能力）
- 権天使（アルカイ、権勢）
- 大天使（アルカンゲロイ）
- 天使（アンゲロイ）

### 教会の位階
『教会位階論』によれば、教会の位階も天使の世界と同じく3つの階級とそのなかの3つ、合計9つの位階で構成される。その具体的な内容は、最も神に近い第一の階級が典礼、次の第二階級が聖職者、第三の階級が非聖職者となっている。
- 香油（附膏、堅信）
- 結合、聖餐（聖体）
- 洗礼
- 主教（司教）
- 祭司（司祭）
- 従僕（助祭）
- 修道士
- 受洗者
- 受洗志願者

聖職者は彼の執行する典礼により信徒を神へと導く。これは神聖な力を上から下へと流すことである。いわばこの時位階は光の通路となっており、位階によって最高位のものと最低位のものが結ばれる。また、位階を神との合一との働きという観点から見れば、浄化、照明、完成という3つの段階がある。最高位の完成した者は他者をも完成に導き、中間位の者は上位より照明されつつ他者への照明となり、最下位の者は上位から浄化されるものとして他者を浄化する。
教会の秩序の理論的な支柱として『教会位階論』は大きな役割を果たした。

### プロクロスとの関連
485年にアテネで死んだプロクロスが属する後期新プラトン主義はプラトン哲学を一種の宗教に造り変えた思潮である。プロクロスはギリシアの多神教の優れた護教論を造り出し、成功しつつあるキリスト教から古代ギリシア宗教に回帰することを目指した。神秘的な力である神による、偉大な宇宙の体系が存在し、その神秘的な力によって人間は、この神的な宇宙の中で、神に近づくことができることを示そうとした。偽ディオニュシオスは、キリストの真理を示すためにプロクロスのこのような思想をあえて用いた。それは、この多神教的な宇宙論を、神によって造られたものとしての宇宙観へと造り変えるためであった。この神の秩序ある宇宙においては、すべての力が神を賛美し、偉大な調和、宇宙の和合を示す。この和合は、セラフィムと天使と大天使から始まり、人間とすべての被造物に及ぶ。我々はここに、ディオニュシオスの思想の本質的な特徴を見いだすことができる。ディオニュシオスの思想は、何よりもまず宇宙の行う賛美である。全被造物が神を語り、神を賛美するのである。このように被造物が神への賛美であるために、偽ディオニュシオスの神学は典礼的な神学となっている。我々人間は、考察によってだけでなく、何よりも賛美することによって神を見いだすのだということを偽ディオニュシオスは示している。

## 著作

### 日本語訳
- 『中世思想原典集成 (3)』上智大学中世思想研究所 平凡社 - 『天上位階論』/『神秘神学』/『書簡集』
- 『ギリシア教父の神秘主義 キリスト教神秘主義著作集 <1>』教文館 - 『神名論』/『神秘神学』

### その他
- 『教会位階論（De ecclesiastica hierarchia/Ecclesiastical Hierarchy）』